# 2016年宜野湾市長選挙
2016年宜野湾市長選挙（2016ねんぎのわんしちょうせんきょ）は、2016年（平成28年）1月17日に告示され、同年1月24日に執行された沖縄県宜野湾市の市長選挙である。

## 概要
前回2012年の市長選で初当選し、市長に就任した佐喜眞淳の任期満了に伴い行われた選挙である。
宜野湾市は普天間飛行場を抱えており、選挙の結果は辺野古移設計画の進展に影響を与えるとして注目された。

## 立候補者
自由民主党・公明党が推薦する現職と、翁長雄志沖縄県知事や民主党沖縄県連・日本共産党・社会民主党・生活の党と山本太郎となかまたち・沖縄社会大衆党のいわゆるオール沖縄勢力の支援を受け名護市辺野古への移設計画に反対する新人の一騎討ちとなった。立候補届出順。
| 候補者名   | 生年月日     | 年齢 | 性別 | 所属党派 | 推薦・支持                                                       | 新旧別 | 備考                                |
| ---------- | ------------ | ---- | ---- | -------- | ---------------------------------------------------------------- | ------ | ----------------------------------- |
| 佐喜眞淳   | 1964年8月9日 | 51   | 男   | 無所属   | 自由民主党、公明党                                               | 現     | 元沖縄県議会議員 元宜野湾市議会議員 |
| 志村惠一郎 | 1952年7月8日 | 63   | 男   | 無所属   | 日本共産党、社会民主党、生活の党、沖縄社会大衆党、民主党沖縄県連 | 新     | 無職 元沖縄県土木建築部統括監       |

## 結果
開票結果は下記の通り。
※当日有権者数：72,526人 最終投票率：68.72%（前回比：+4.82pts）
| 候補者名   | 年齢 | 所属党派 | 新旧別 | 得票数   | 得票率 | 推薦・支持                                                           |
| ---------- | ---- | -------- | ------ | -------- | ------ | -------------------------------------------------------------------- |
| 佐喜眞淳   | 51   | 無所属   | 現     | 27,668票 | 55.92% | （推薦）自民党・公明党                                               |
| 志村惠一郎 | 63   | 無所属   | 新     | 21,811票 | 44.08% | （支援）共産党・社民党・生活の党・沖縄社会大衆党・民主党（沖縄県連） |

## 選挙の争点
普天間基地の辺野古移設への是非が主な争点となることが想定されていたが、辺野古移設反対を明確に主張した志村に対し、佐喜眞は政府の支援を受けて地域振興の政策を打ち出し、辺野古移設については言及しなかったため、争点にはならなかった。沖縄タイムスの社説では、辺野古移設の是非の争点化を回避したことが佐喜眞の当選に功を奏したのではないかと分析している。

## その他
1月20日のNHK沖縄放送局の番組『おきなわHOTeye』、および『ニュース845沖縄』にて、志村と志村を支援する翁長雄志沖縄県知事とが選挙運動を行っている様子が報道された。この映像が、公職選挙法で禁じられている戸別訪問にあたるとし、沖縄県内の民間選挙監視団体の男性が1月22日に公職選挙法第138条違反であると、志村、翁長両名に対する告発状を県警に提出している。
志村の選挙対策本部長代行を務める伊波洋一は「街宣活動の途中に知り合いのところに顔を出すことはよくあり、違法なものではないと理解している」とコメントしている。
また、告発状を受理した沖縄県警は1月26日時点では対応を明らかにしていない。